# Bremer Weserwehr

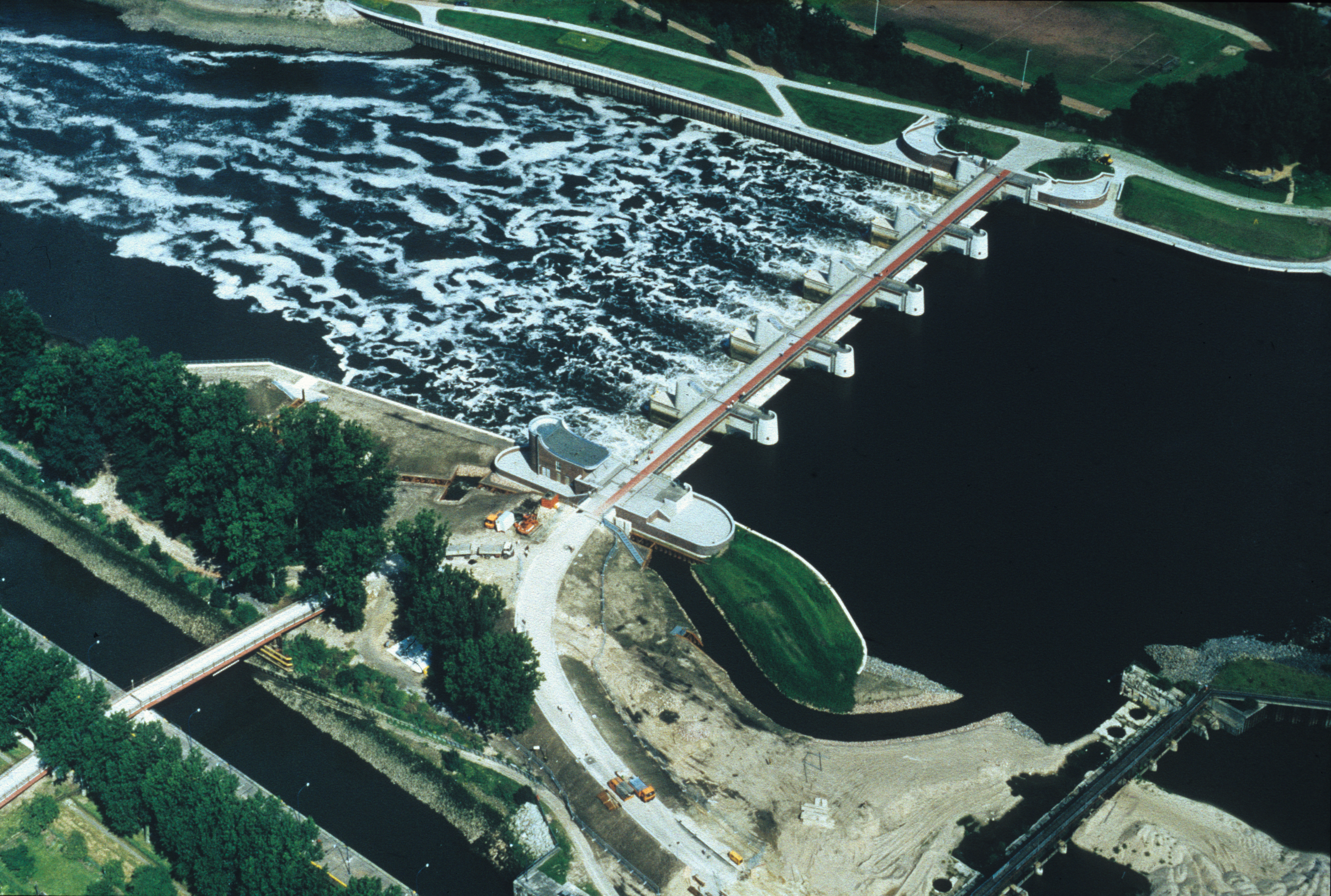
Das neue Weserwehr im Betrieb (Aufnahme aus den 1990er-Jahren, noch ohne das Anfang des 21. Jahrhunderts gebaute Wasserkraftwerk)

Das Weserwehr in Bremen-Hastedt reguliert bei Mittelweserkilometer 362 den Wasserstand der Mittelweser. Das Bremer Weserwehr von 1911 wurde in den Jahren 1989 bis 1993 durch ein völlig neues ersetzt, in Betrieb genommen am 10. Juni 1993. Es liegt etwa 180 Meter flussabwärts des alten Wehres.

## Altes Weserwehr
Die Unterweserkorrektion durch Ludwig Franzius hatte bezweckt, dass sich durch Beschleunigung der Gezeitenströme die Unterweser selbst von Sedimenten reinigen sollte und so mit geringem Aufwand eine tiefe Fahrrinne für die Seeschifffahrt zur Verfügung stehen sollte. Die Gezeitengrenze wanderte flussaufwärts. Damit dehnte sich auch die Erosion der Gewässersohle in die Mittelweser aus. Bremen wurde verpflichtet, dieser Entwicklung Einhalt zu gebieten.

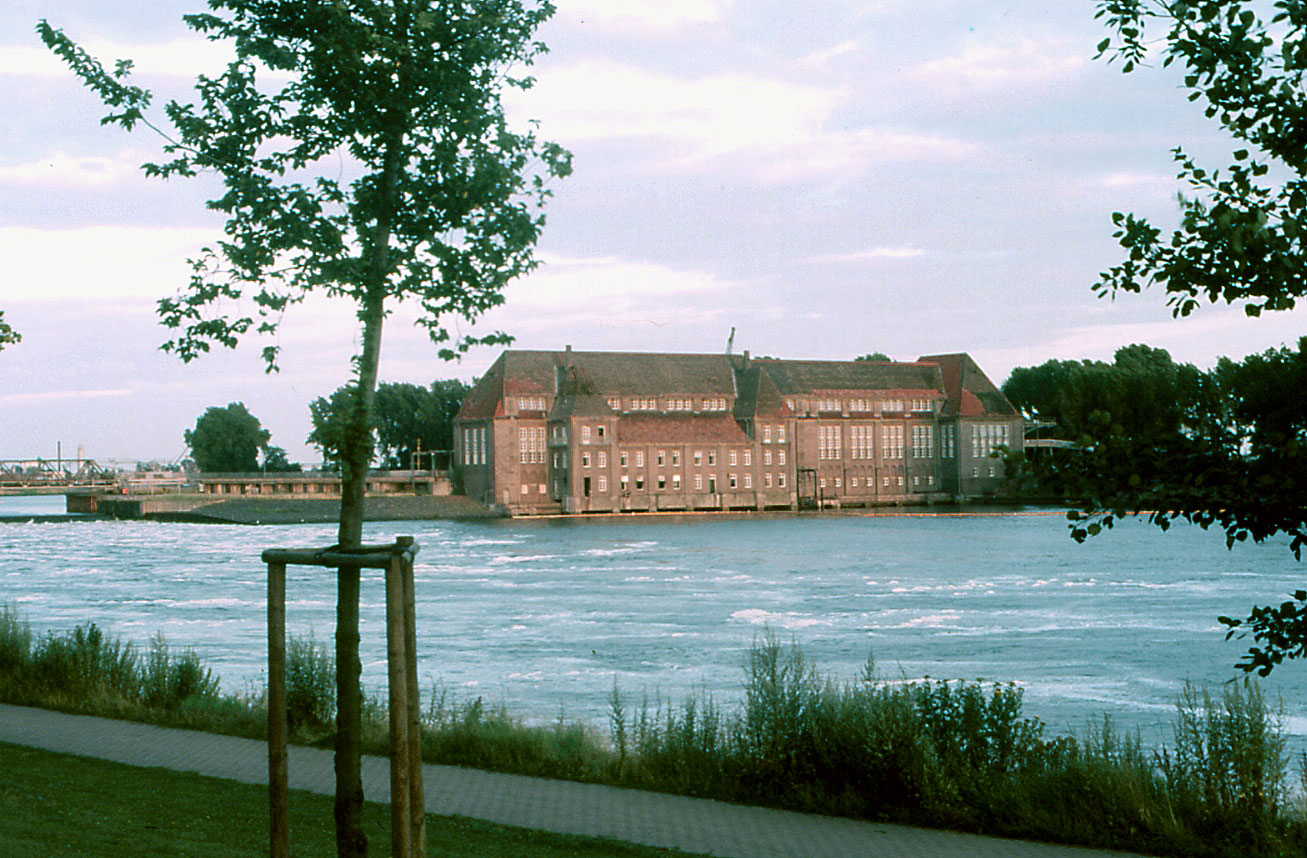
Das alte Weserkraftwerk im Jahre 1987

So baute die Hansestadt 500 m flussabwärts des alten Hemelinger Hafens ihr Weserwehr, um den Gezeiten eine künstliche Grenze zu setzen und gleichzeitig durch eine Staustufe der Binnenschifffahrt einen Mindestwasserstand zu sichern. Zudem sollte der durch den vorherigen Ausbau der Außenweser erhöhten Strömungsgeschwindigkeit und zunehmenden Grundsohlenerosion in dem daran anschließend Weserabschnitt entgegengewirkt werden. Es war eine von mehreren Staustufen, die im Laufe der Zeit in der Weser errichtet wurden, flussaufwärts gibt es heute sieben weitere Weserwehre.
Planung und Bauleitung lagen bei Immanuel Kölle. Das eigentliche Wehr wurde 1906 bis 1911 gebaut, die Fußgängerbrücke über dem Wehr 1908. Nördlich der Stauanlage wurde eine Fischtreppe angelegt. Ein Gebäude für das Wasserkraftwerk wurde in Backsteinbauweise über den Fluss gebaut, die Turbinen gingen 1915–1917 zeitlich versetzt in Betrieb. Bei der allgemeinen Übernahme der Wasserstraßen durch das Reich blieben Weserwehr und Kraftwerk Besitz der Freien Hansestadt Bremen. 1926 wurden noch weitere Turbinen in Betrieb genommen, das Wasserkraftwerk deckte zu der Zeit etwa die Hälfte des Bremer Elektrizitätsbedarfs ab. Südlich davon gab es zwei Schleusen: eine von 300 m Länge und 12 m Breite für die damals besonders wirtschaftlichen Schleppzüge und eine kurze für Einzelschiffe.
Im Zweiten Weltkrieg wurde das Weserwehr durch Bomben beschädigt, aber erst die Sprengung durch Pioniere der deutschen Wehrmacht am 22. April 1945 machte es unbrauchbar. Der Fußgängersteg und der größte Teil der Turbinenanlage blieben allerdings erhalten. Bei der Bremer Eiskatastrophe riss am 18. März 1947 ein treibender Lastkahn den Fußgängersteg um. Wiederhergestellt wurde das Wehr 1948/49, aber die Bausubstanz blieb geschwächt und seit November 1980 ließ sich auch einer der Wehrkörper nicht mehr bewegen, was am 15. März 1981 zum Weserdurchbruch beitrug. Daraufhin entschloss sich das Land Bremen zum vollständigen Ersatz der Anlage.

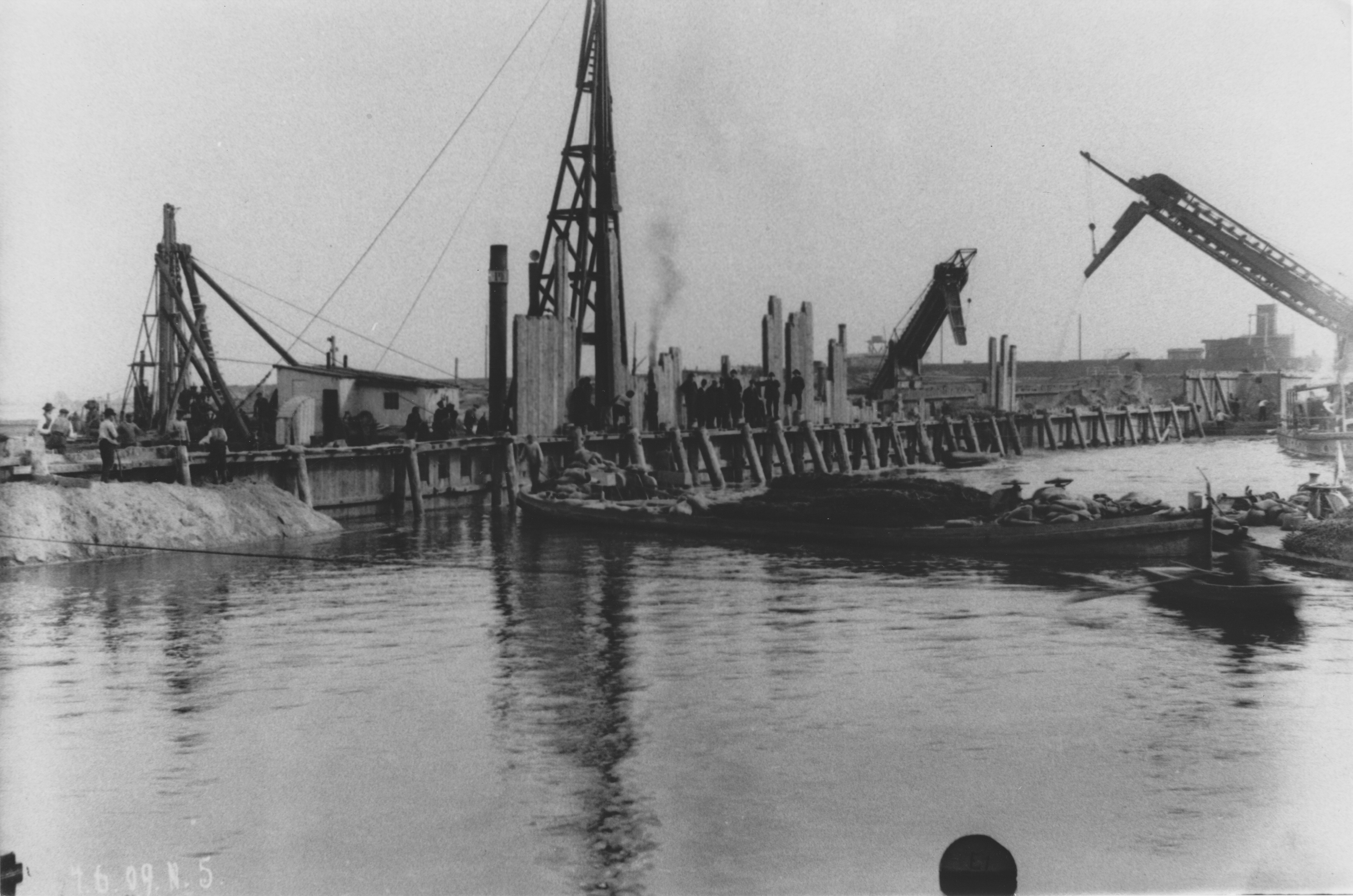
Die Baugrube wird abgedämmt mit Holzverschalung, die Schalung wird gerammt mit Dampfhämmern
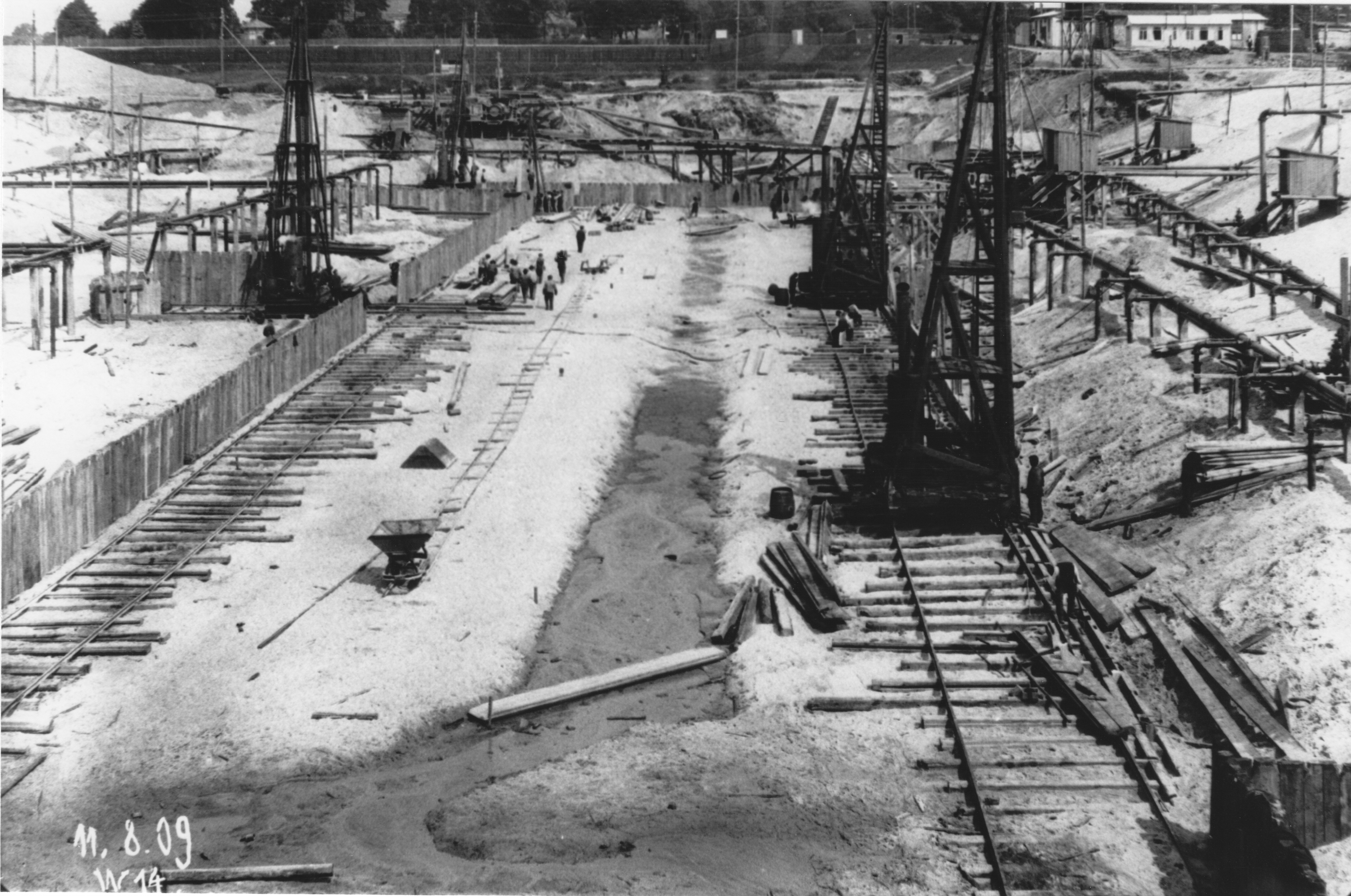
Die Spundwände werden gerammt mit Dampframmen auf Schienen. Man erkennt die Brunnen der Grundwasserabsenkung
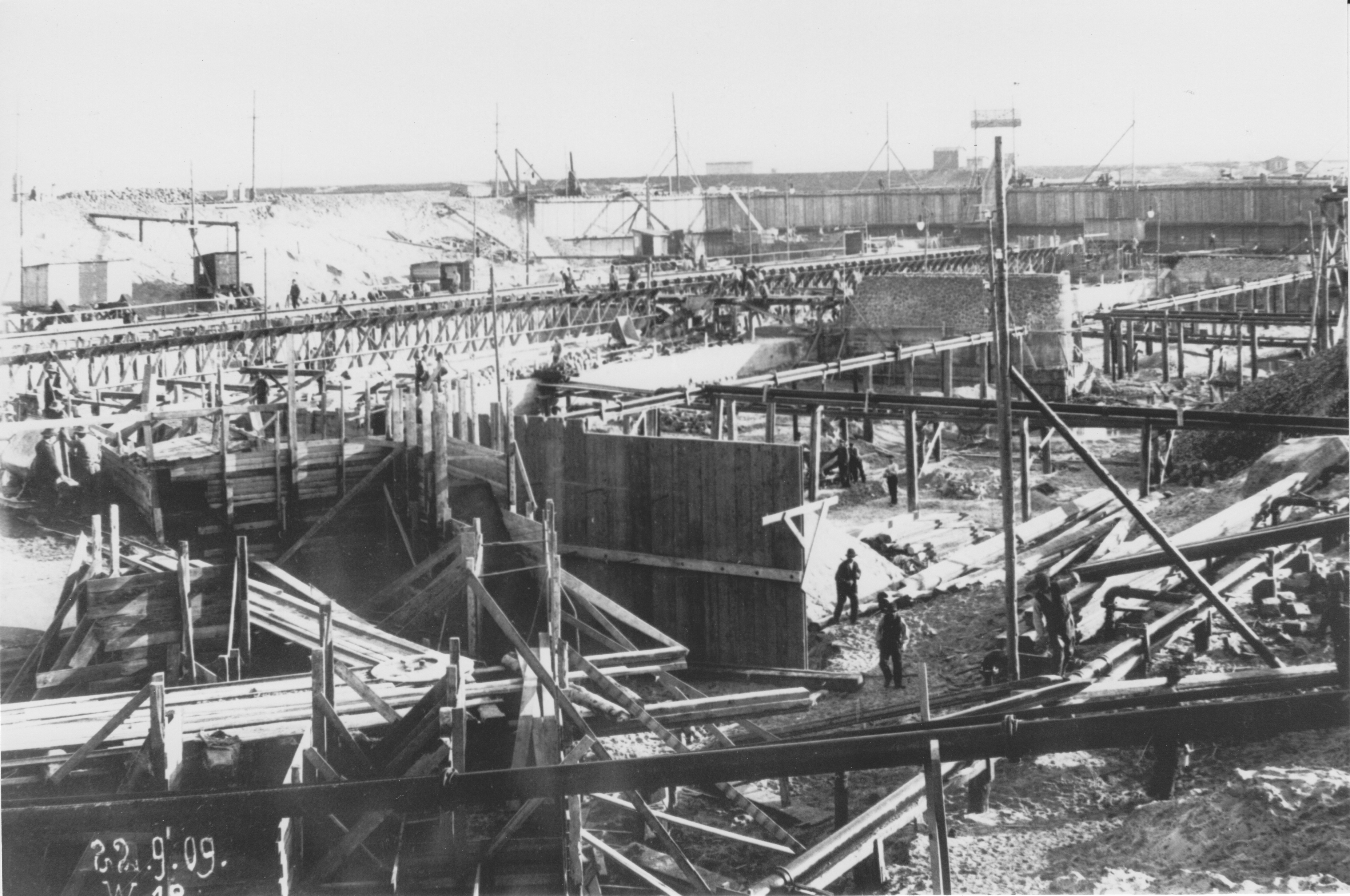
Die Baustelle vom Wildpass (= Fischpass) aus gesehen
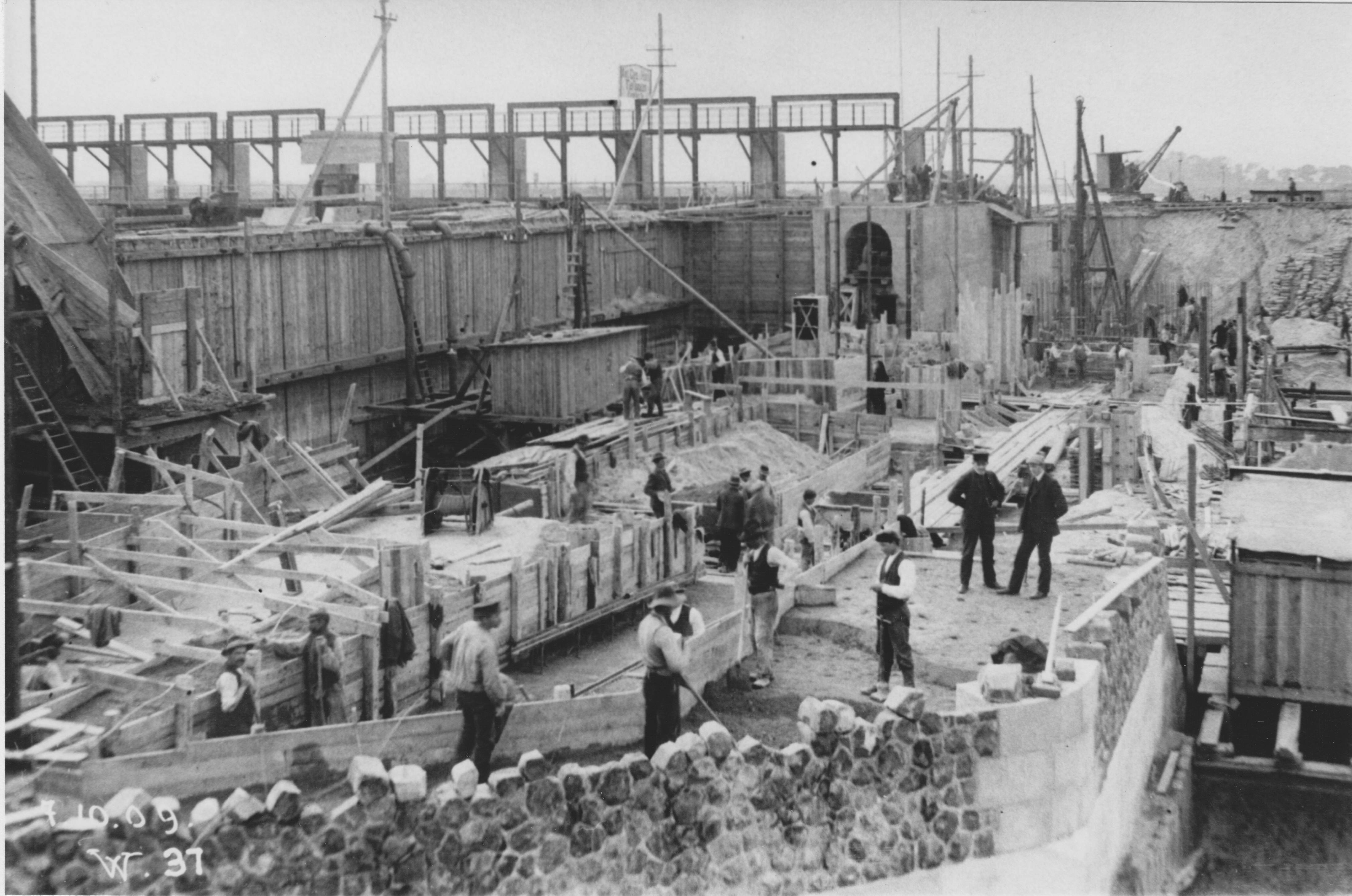
Die Sohle des Abfallbodens im Unterwasser wird durch eine Betonauflage geschützt. Man erkennt die Pfeiler im Unterwasser und die erste Spante des Sektors
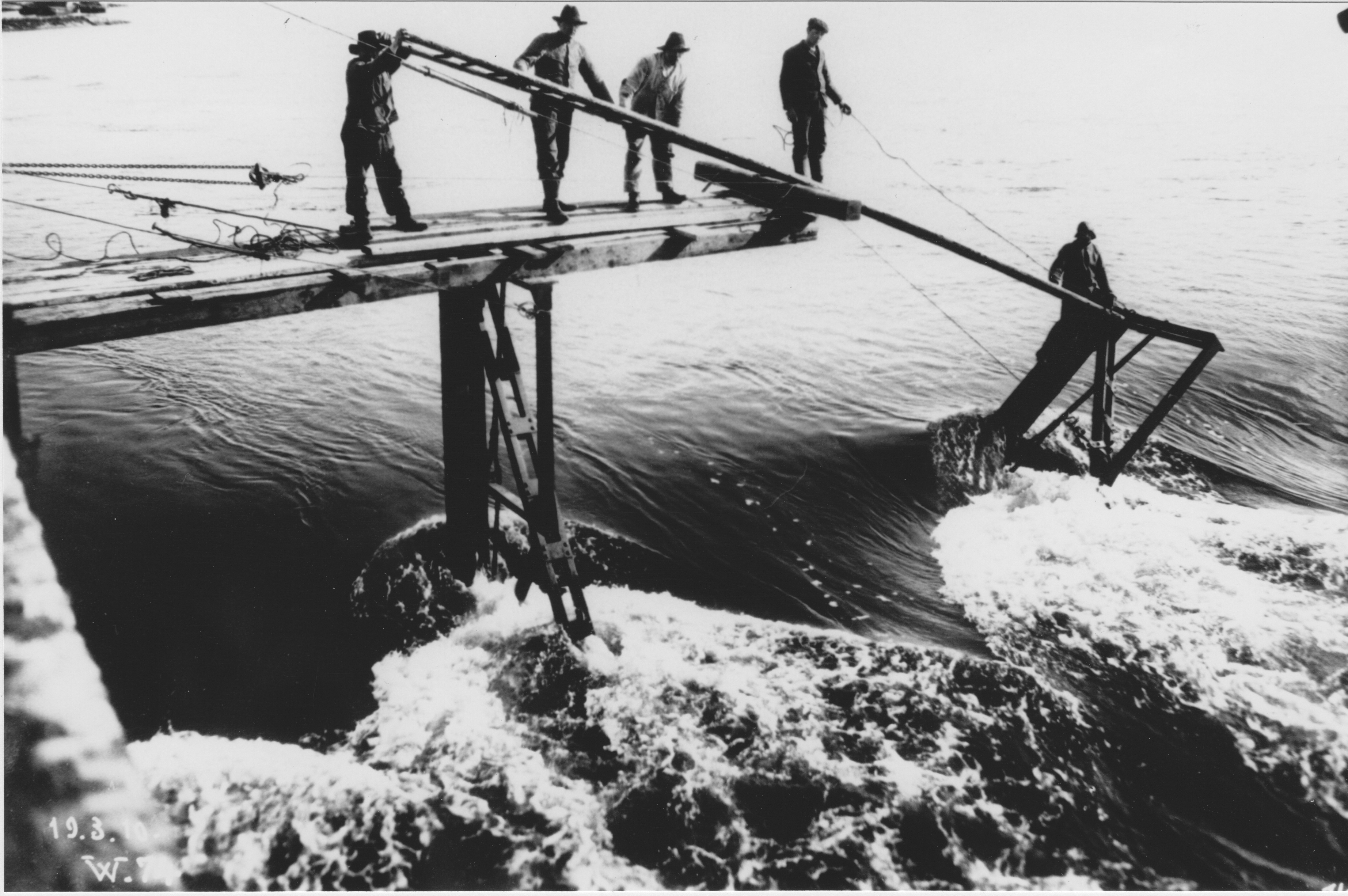
Sohlbefestigung im Oberwasser, Pfeiler teilweise fertig
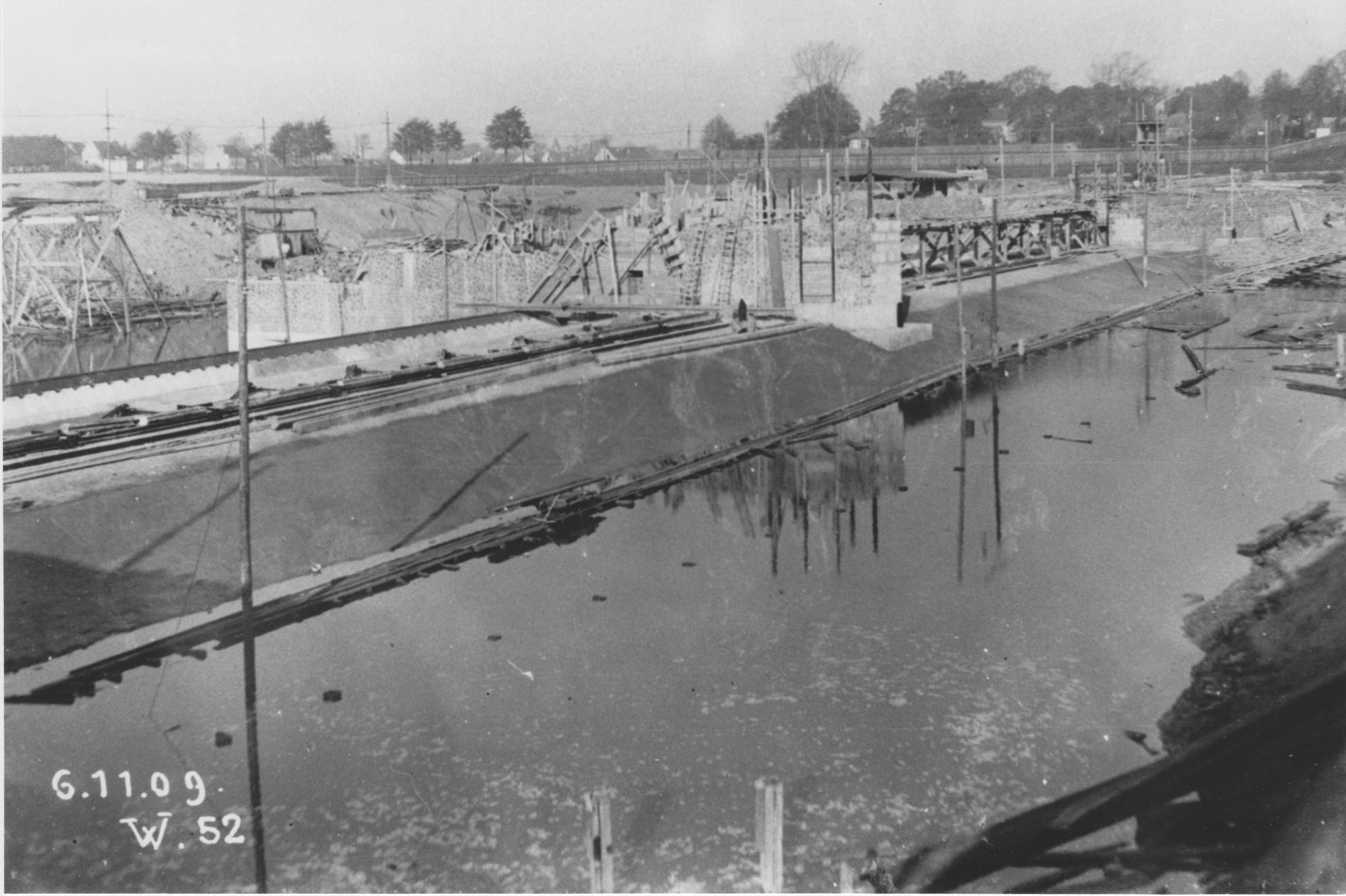
Aufrichten der oberen Nadelwehrblöcke
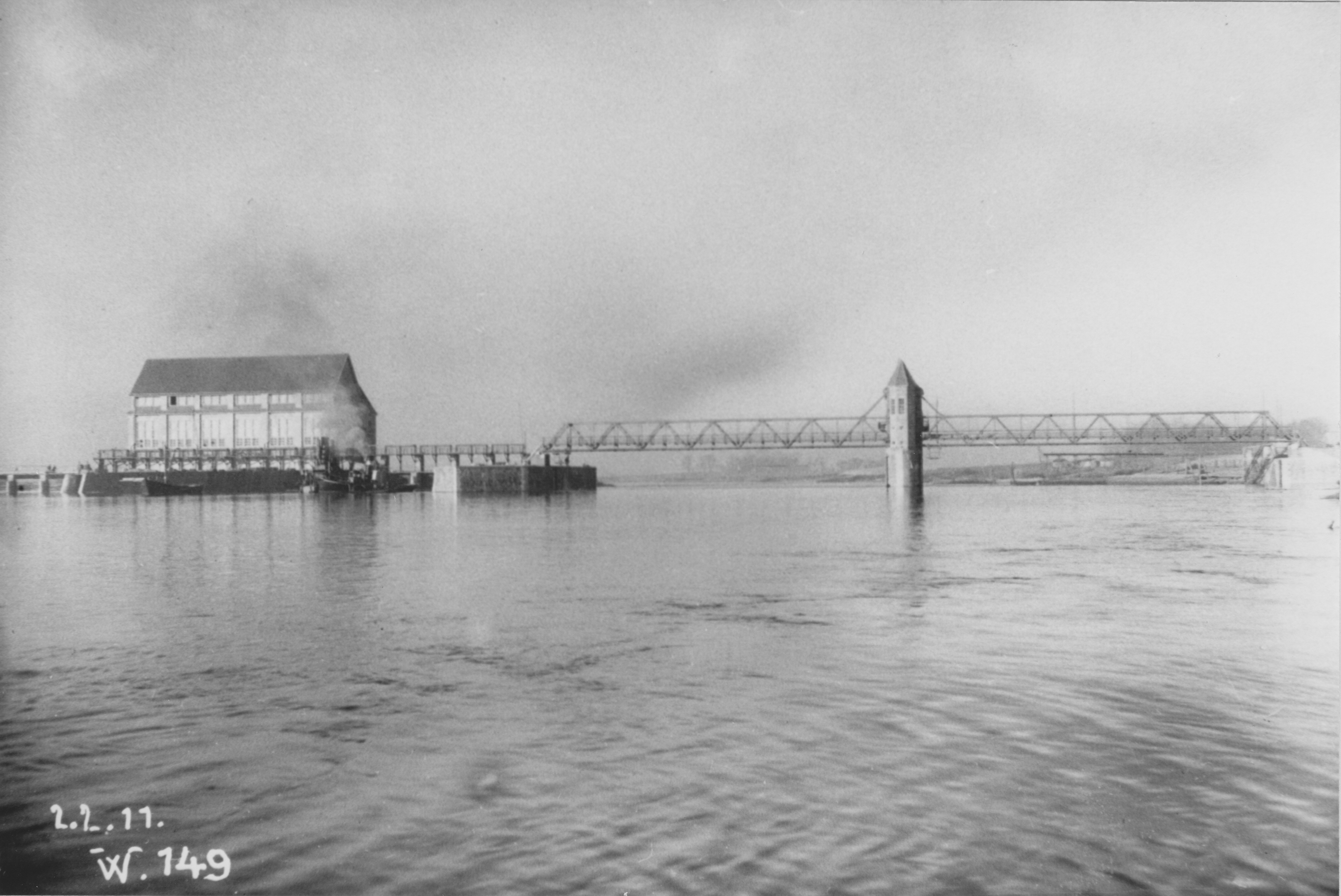
Fertiges Weserwehr, vom Oberwasser gesehen. Die Fußgängerbrücke führt über den Weserpfeiler zum Flusspfeiler, links das fertige Turbinenhaus

## Heutiges Weserwehr

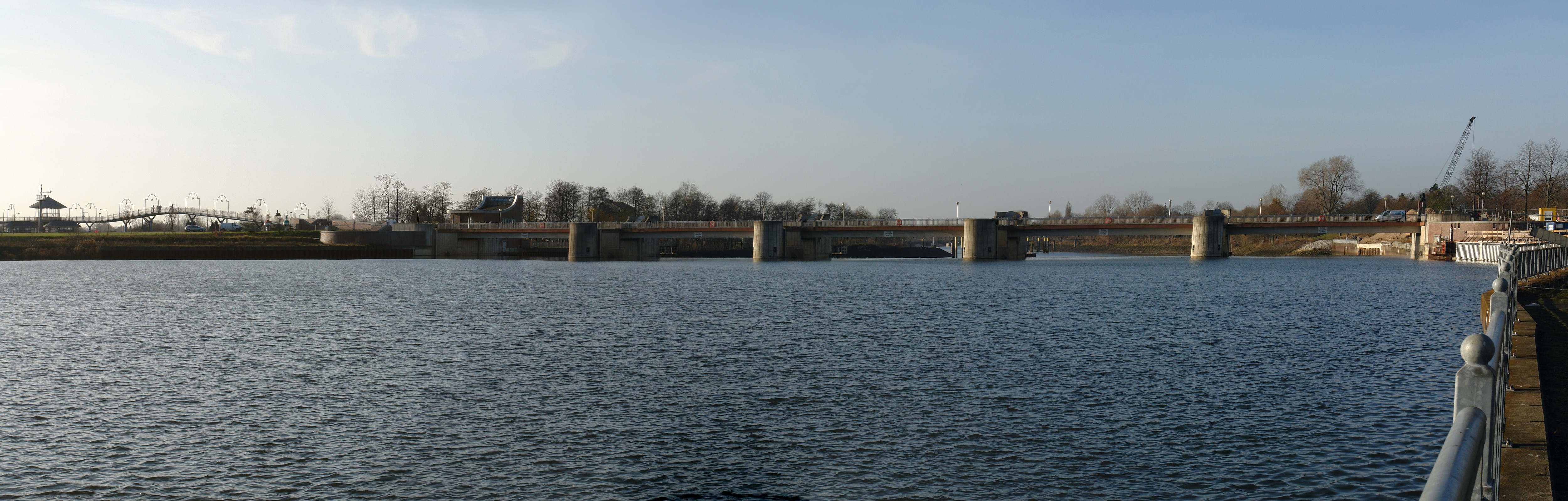
Blick vom Oberwasser. Links die Fußgängerbrücke über die Schleusen, rechts der Einlauf zum Weserkraftwerk

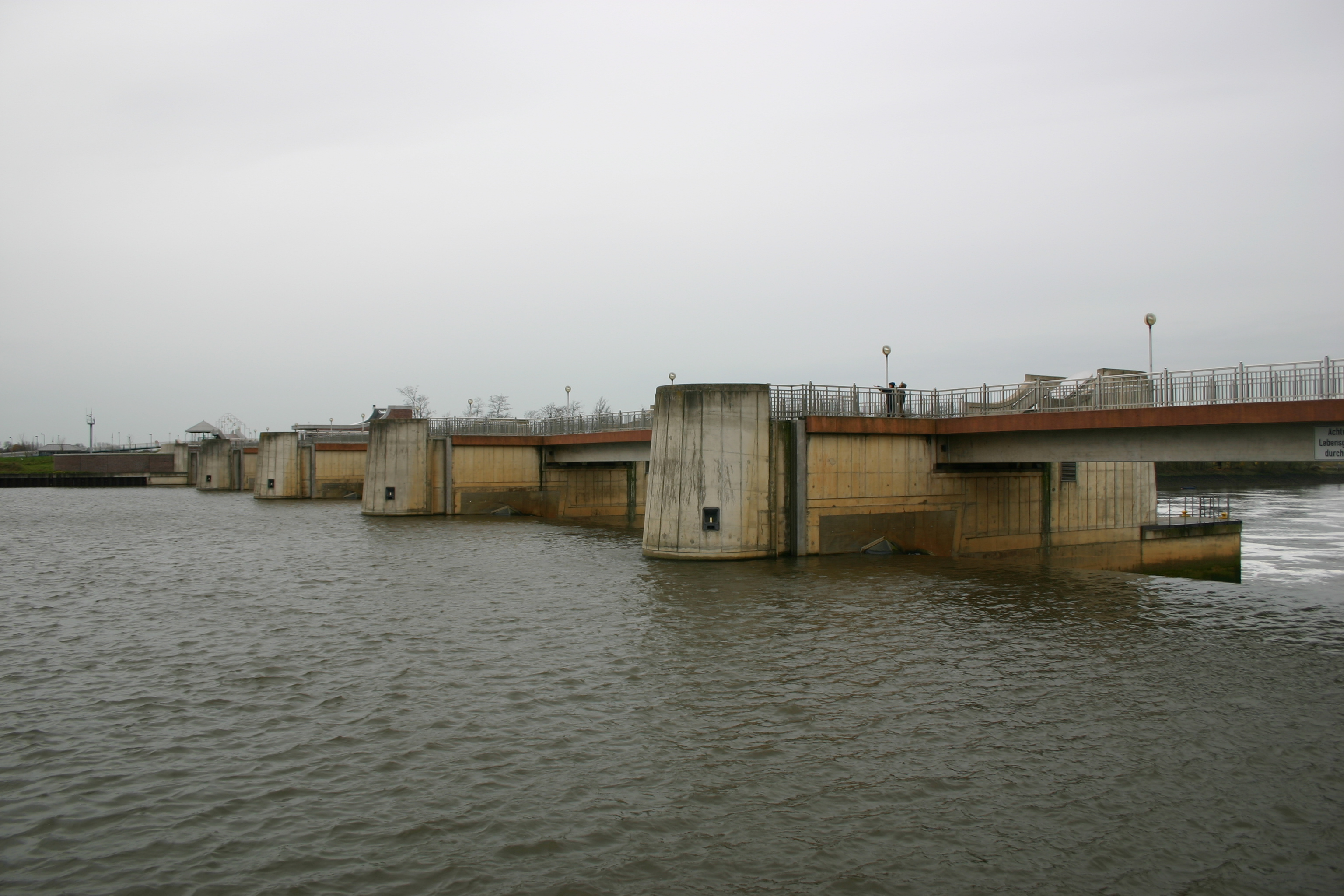
Blick vom Oberwasser

Das Weserwehr besteht aus fünf Feldern mit je 30 Metern Breite. Die Regulierung des Wasserstandes oberhalb des Wehres erfolgt über die Verschlüsse des Wehres, fünf bewegliche Stauklappen, sogenannte Fischbauchklappen. Der Wasserstand der Mittelweser oberhalb des Wehres liegt bei Normalstau bei NN +4,50 Meter. Unterhalb des Wehres befindet sich der tidebeeinflusste Teil der Mittelweser. Die Fallhöhe an der Staustufe variiert je nach Wasserstand unterhalb des Wehres zwischen etwa drei und sechs Metern. Die Steuerung der Stauklappen erfolgt vollautomatisch.

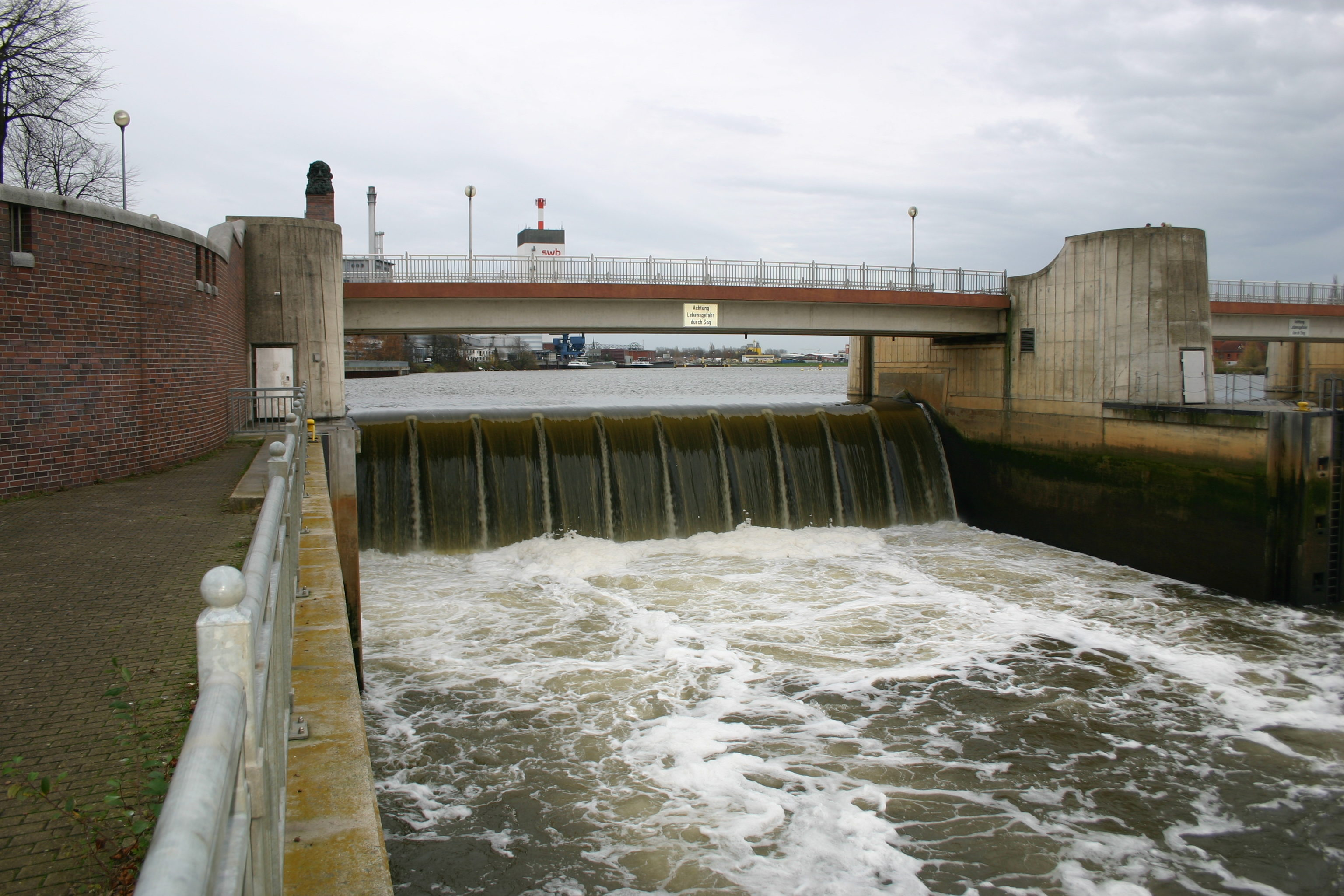
Wehrfeld am rechten Weserufer, flussabwärtige Seite

Für die Instandhaltung und Wartung der Stauklappen können die einzelnen Felder des Wehres im Ober- und Unterwasser mit  Notverschlüssen verschlossen und anschließend leergepumpt werden.
In der Wehrschwelle befindet sich ein über die gesamte Länge des Wehres führender Inspektionsgang. Über das Weserwehr führt eine Betriebsbrücke, die auch von Fußgängern und Radfahrern genutzt werden kann. Die Brücke befindet sich rund fünf Meter über dem Oberwasser. Sie schließt an die Betriebsbrücke über den Schleusen an, so dass Passanten die gesamte Staustufe überqueren können.
Das Wehr ist für eine Abflussmenge von 3.400 m³/s bemessen. Über das neue Wehr kann somit mehr Wasser abfließen, als es beim alten Wehr der Fall war. Dieses war nur für eine Abflussmenge von 2.300 m³/s ausgelegt. Insgesamt sieht das Hochwasserabflusskonzept an der Staustufe Bremen eine Abflussmenge von 4.200 m³/s vor. Die Differenz zwischen der Gesamtabflussmenge und der Abflussmenge über das Wehr wird über ein seitliches Abflussgebiet über den Werdersee und die Kleine Weser abgeführt. Beim Hochwasser im März 1981 zeigte sich jedoch, dass das seitliche Abflussgebiet aufgrund zunehmender Verbauung die vorgesehenen Wassermengen nicht mehr aufnehmen konnte. Das Wasser staute sich im für den Abfluss vorgesehenen Seitenraum und durchbrach schließlich den Deich unterhalb von Staustufe und Schleusenanlage. In der Folge wurde der Hochwasserabfluss neu geregelt. Als zweckmäßigste Lösung ergab sich eine Kapazitätserhöhung des Wehres.

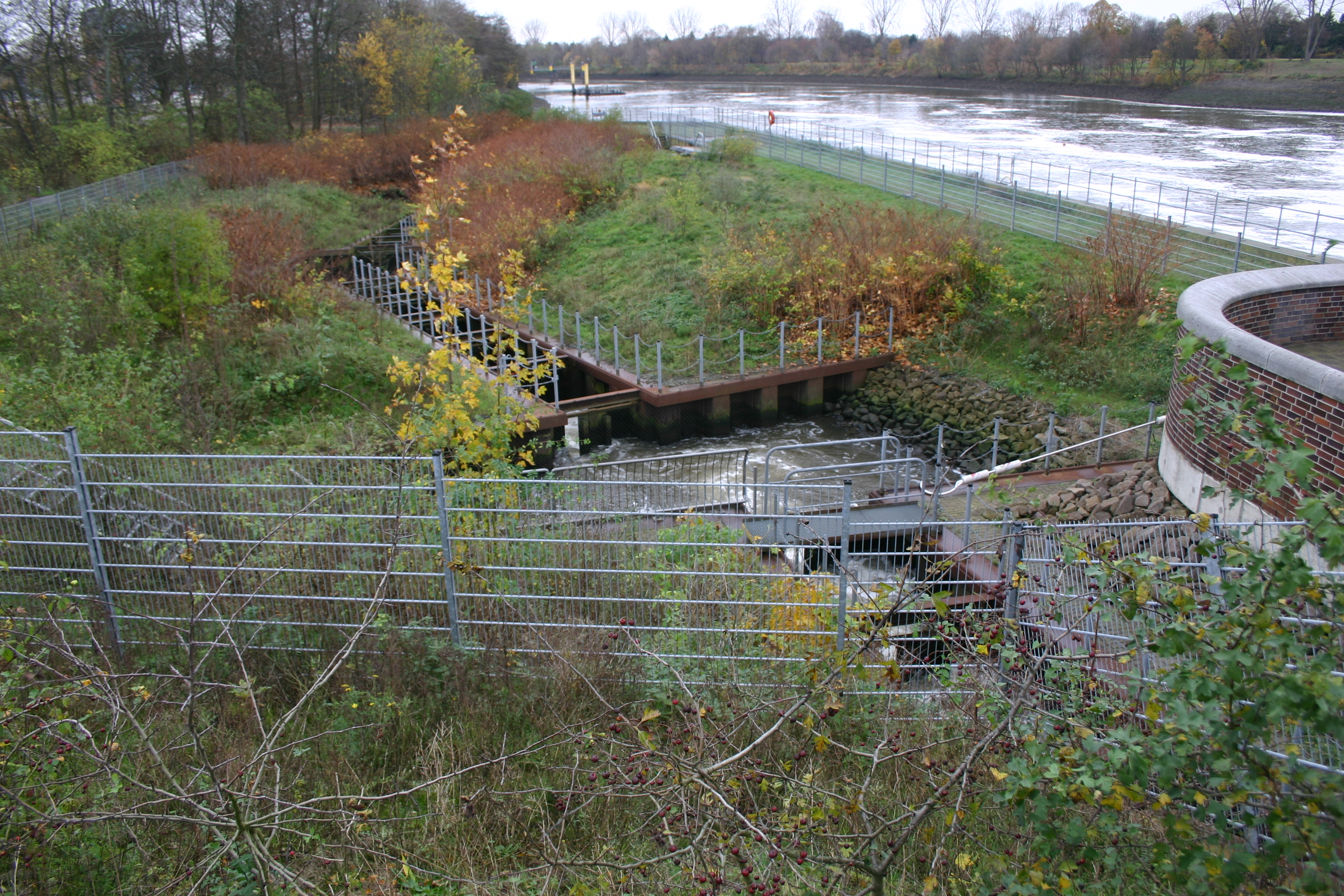
Fischpass

Neben dem Weserwehr befindet sich auf der Insel zwischen dem Wehr und der Schleusenanlage eine Fischtreppe. Ein weiterer Fischpass wurde im Zusammenhang mit dem Weserkraftwerk am rechten Ufer des Flusses angelegt.

### Bauverlauf
Wegen der Gefahr von Hochwasser im Winter konnten die wesentlichen Arbeiten nur in den Sommermonaten durchgeführt werden. Das Weserwehr wurde in mehreren Abschnitten in Baugruben gebaut. Begonnen wurde 1989 am linken Ufer mit einer ersten Baugrube, in der das erste Feld gebaut wurde. Anschließend wurden 1990 in einer zweiten Baugrube die nächsten beiden Felder gebaut. 1991 folgten die letzten beiden Felder in einer dritten Baugrube. Parallel zu den Baugruben wurden Maßnahmen zur Sohlsicherung im Fluss vorgenommen. Es folgten 1992 der Einbau der Verschlüsse und der gesamten Ausrüstung sowie weitere Sohlsicherungsmaßnahmen. 1993 begann der Probebetrieb des neuen Wehres. Nach der Inbetriebnahme der Anlage im Juni 1993 wurde der Fischpass gebaut.

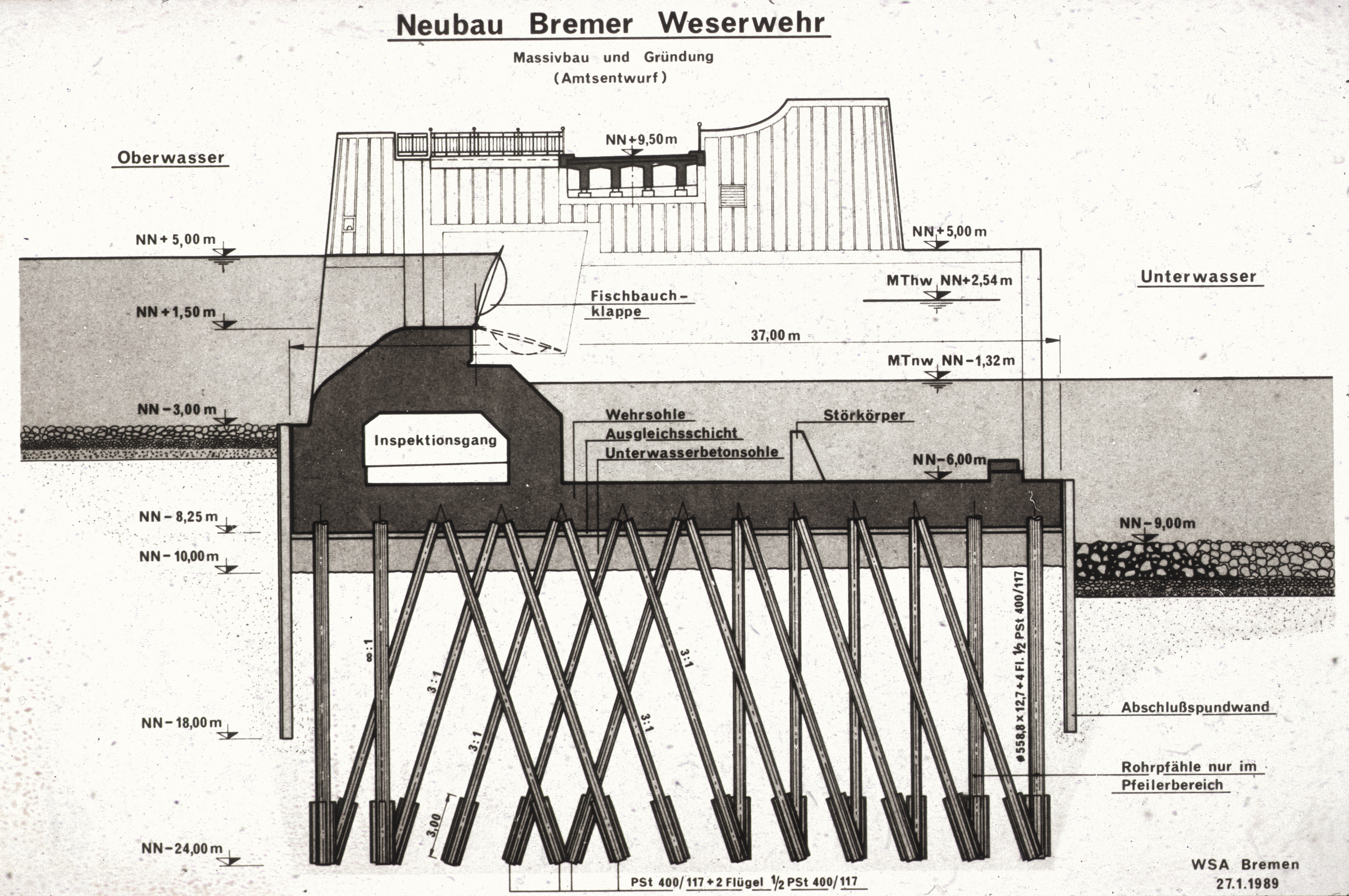
Querschnitt durch den Baukörper
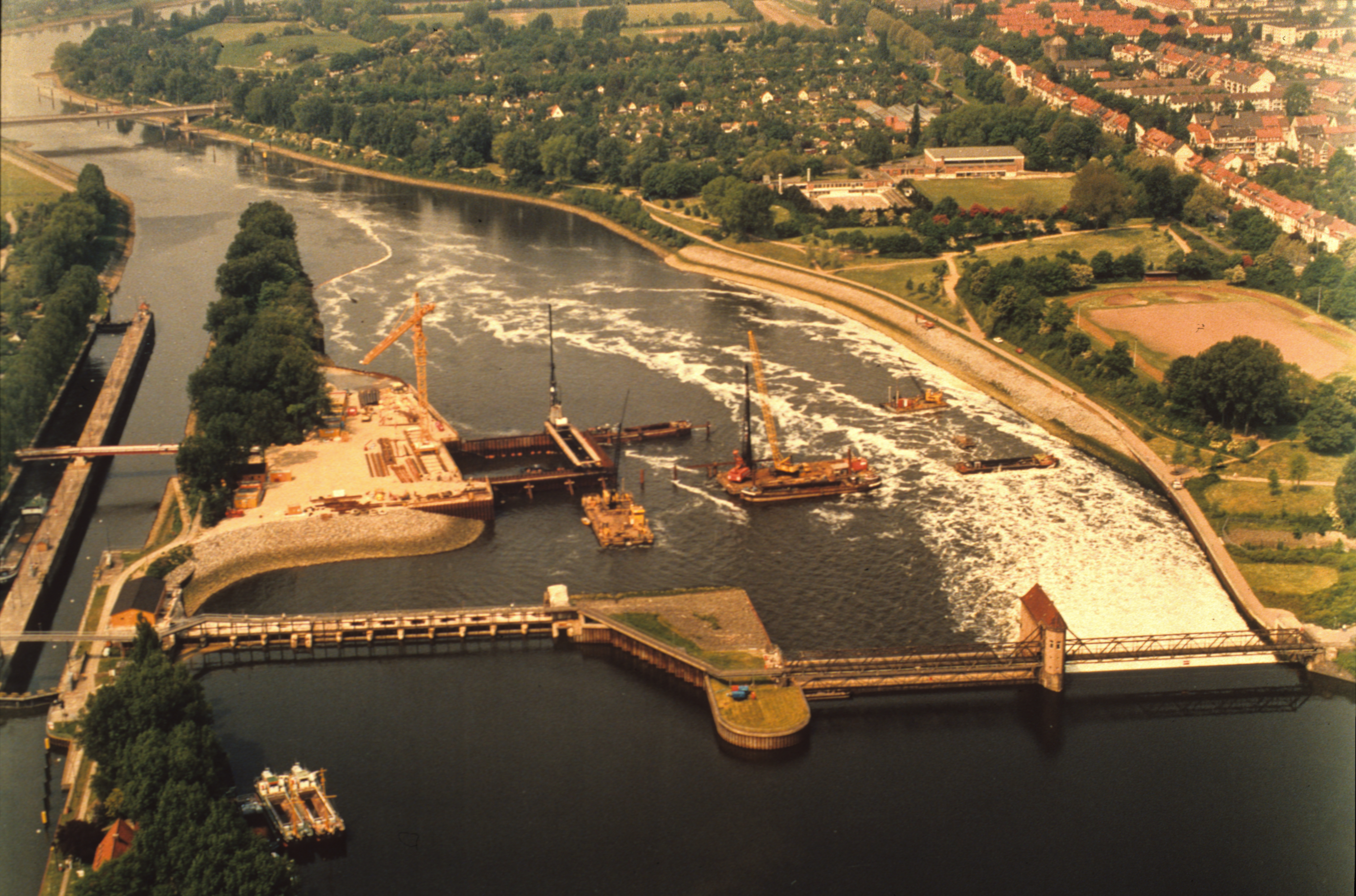
Blick auf altes Weserwehr mit Schleuse und abgebrochenem Kraftwerk (vorne) Stromab die Baugrube für das neue Weserwehr, Feld 1, Vorbereitung für Sohlsicherung der Felder 2 und 3
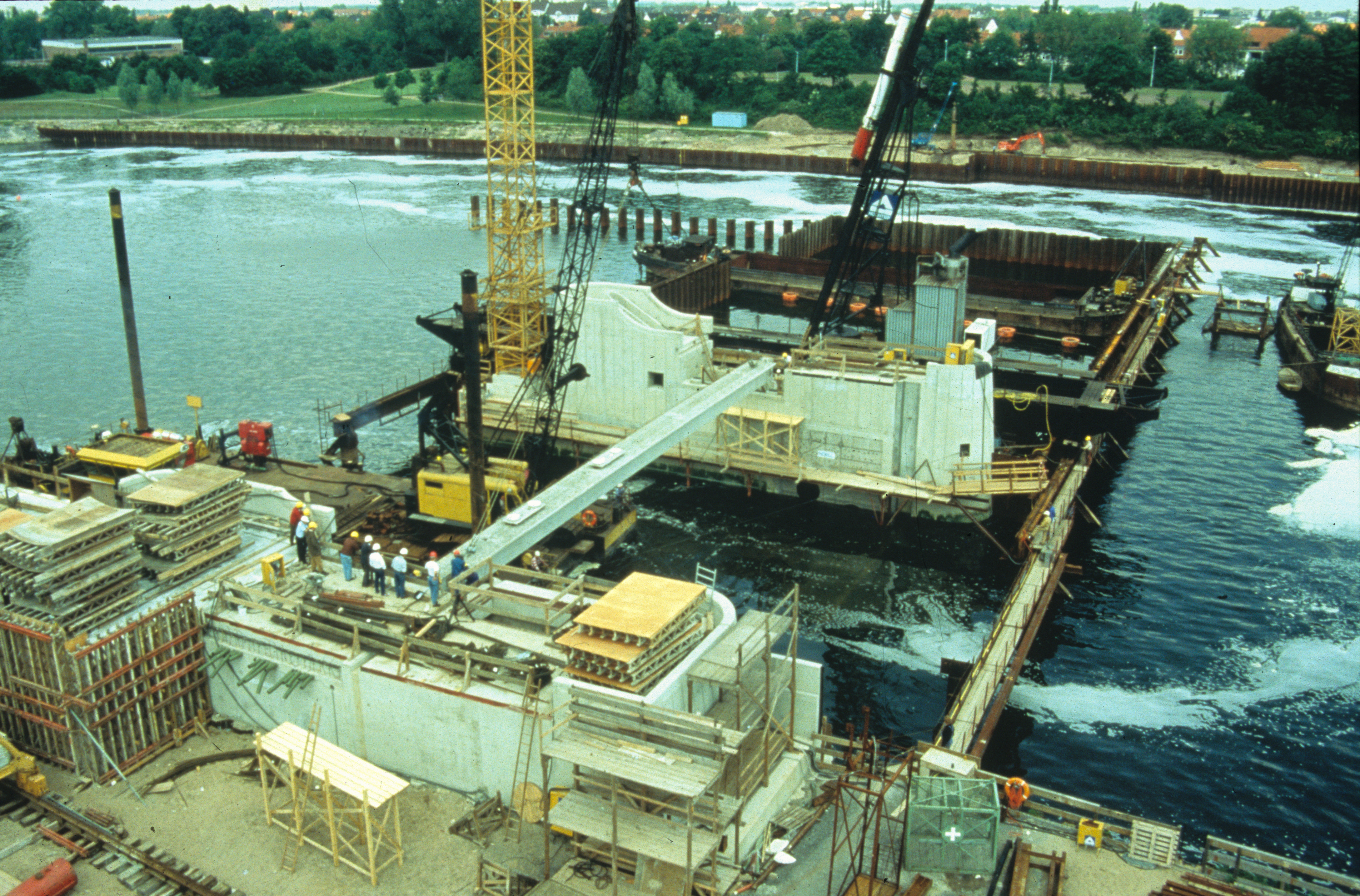
Die Pfeiler des Wehrfelds 1 stehen teilweise, die Baugrube für die Wehrfelder 2 und 3 ist in Betrieb, Wehrfeld 1 ist durchflossen
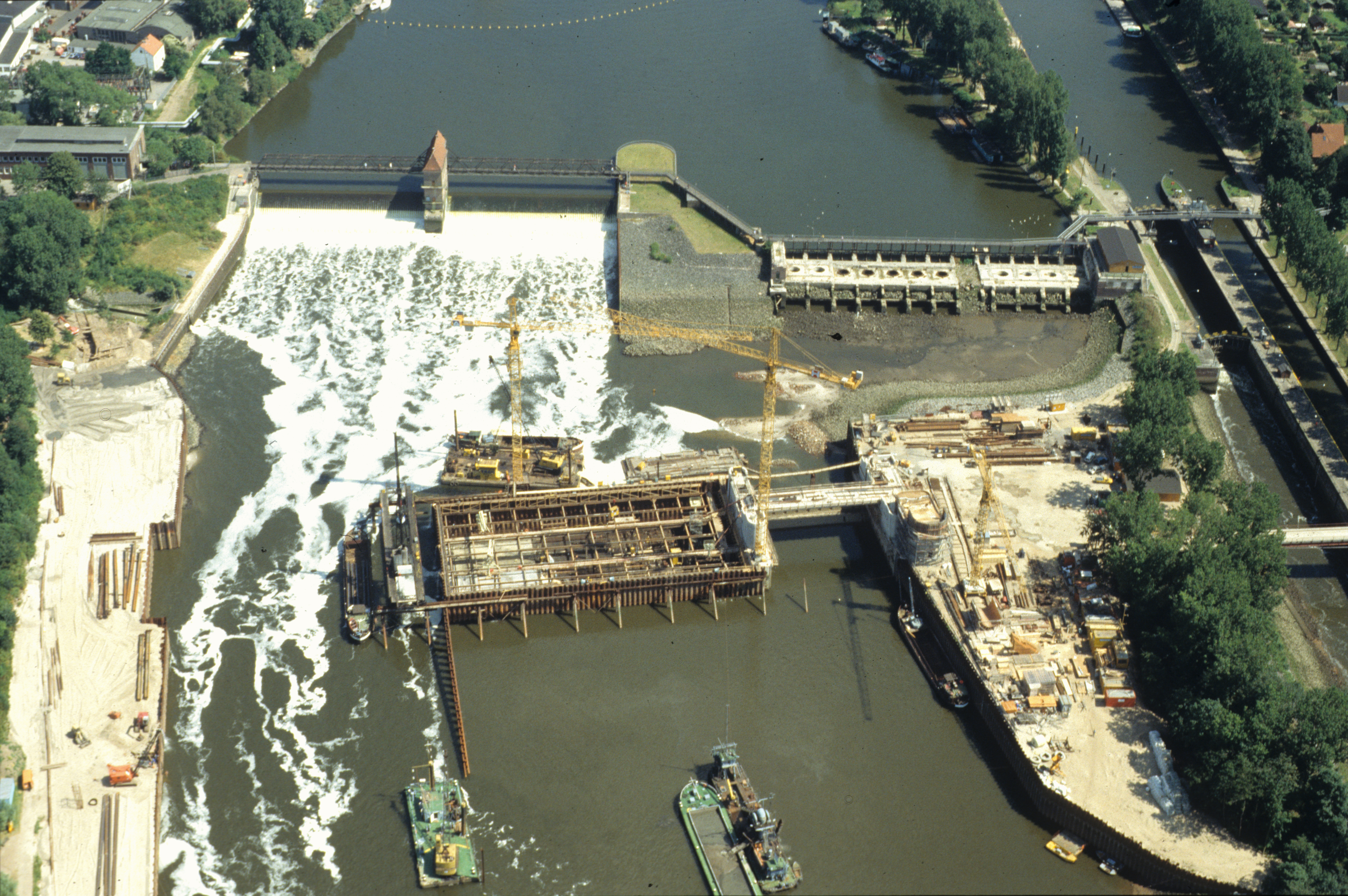
Altes Weserwehr und alte Schleuse in Betrieb, Kraftwerk abgebrochen, Wehrfeld 1 fertig, Wehrfelder 2 und 3 im Bau, Abfluss durch Wehrfeld 1 und spätere Wehrfelder 5 und 6
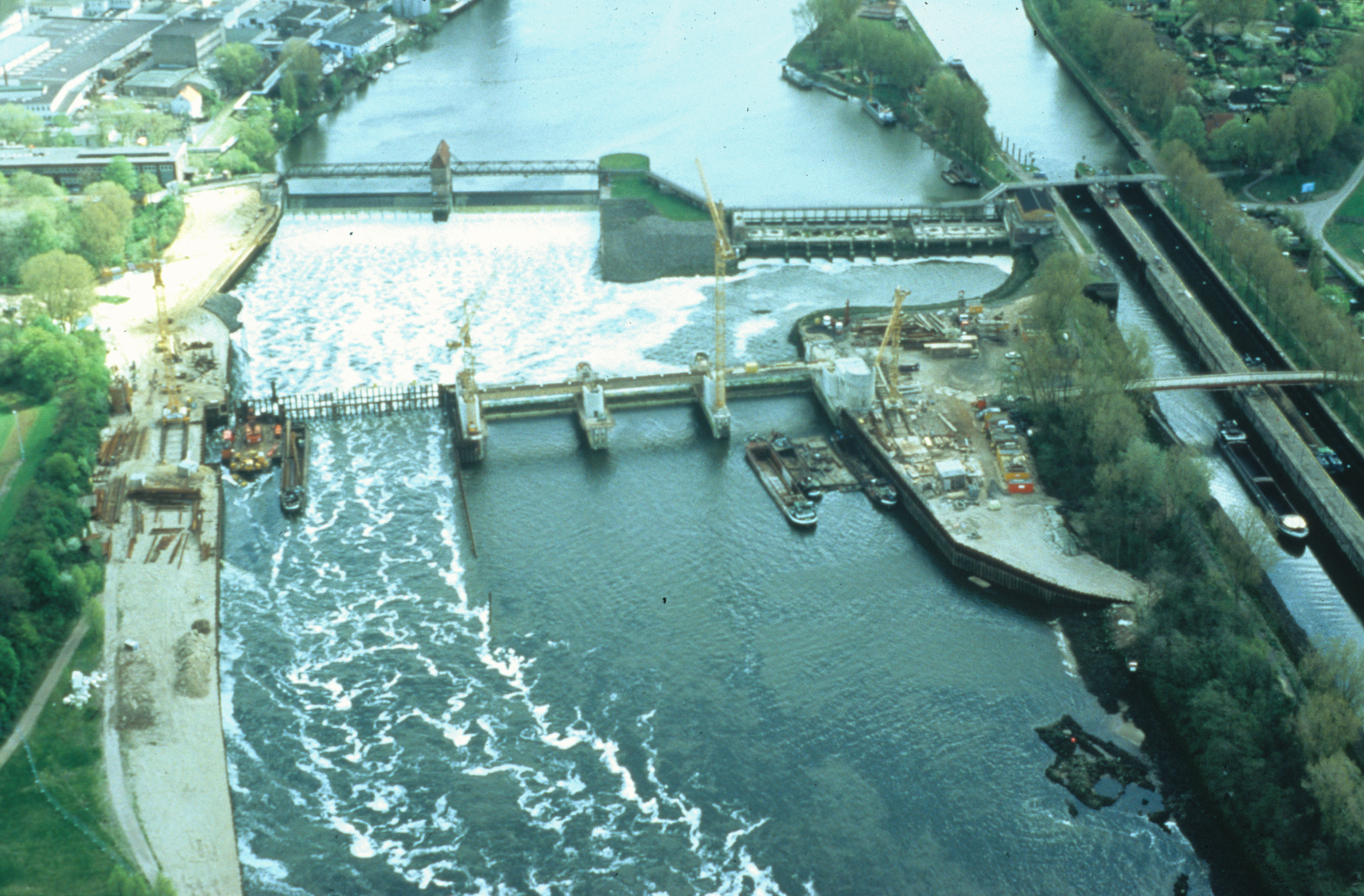
Wehrfelder 1, 2 und 3 fertig aber nicht in Betrieb, altes Wehr noch voll in Betrieb, Abfluss über im Bau befindliche Wehrfelder 4 und 5 durch stehende Spundwände
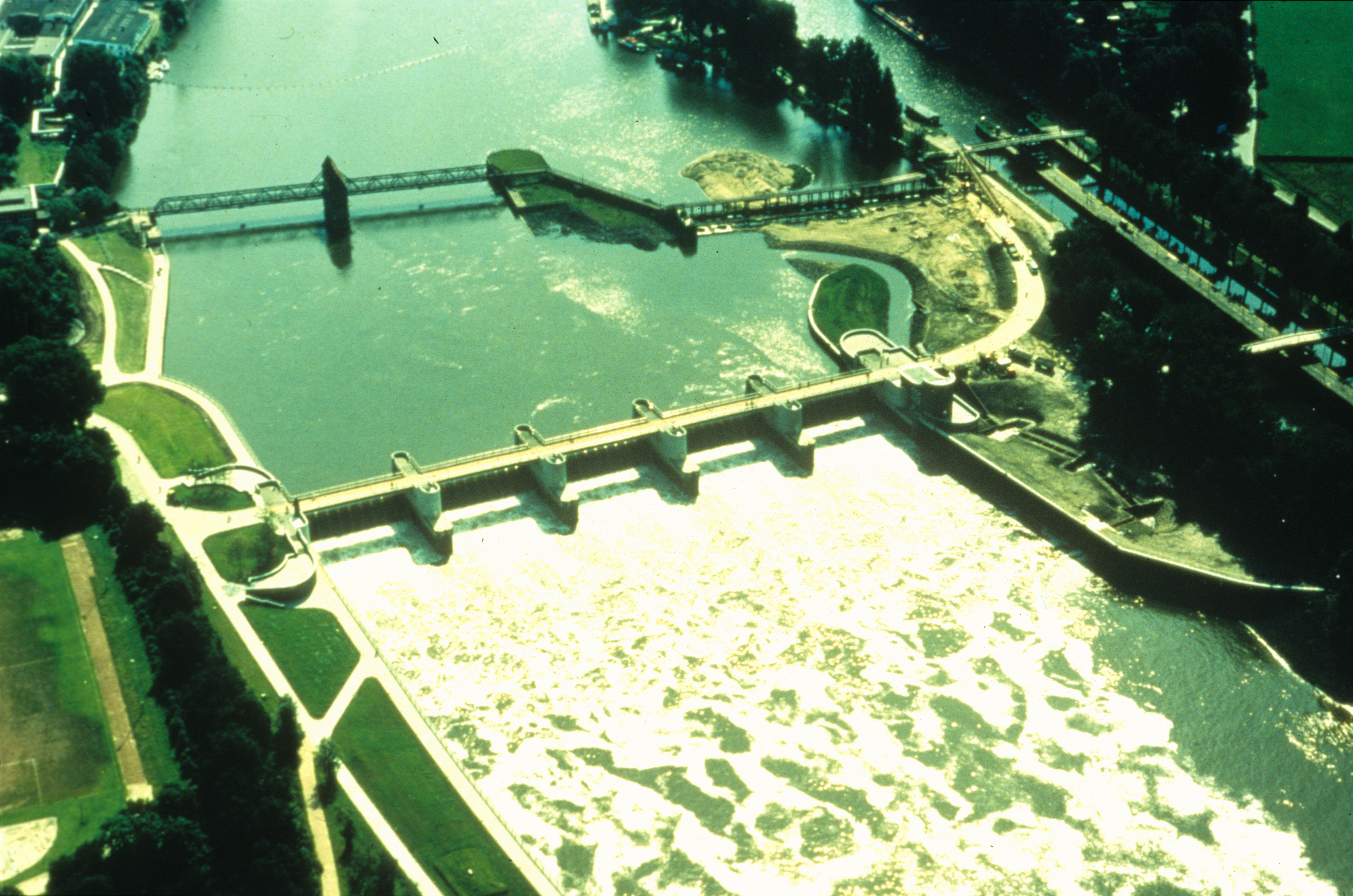
Das neue Weserwehr ist fertig und voll in Betrieb, das alte noch nicht abgebrochen, neben dem linken Randpfeiler (rechts) ist die Fischpassanlage, die Straßenbrücke über das Wehr ist fertig,

## Bremer Weserschleusen

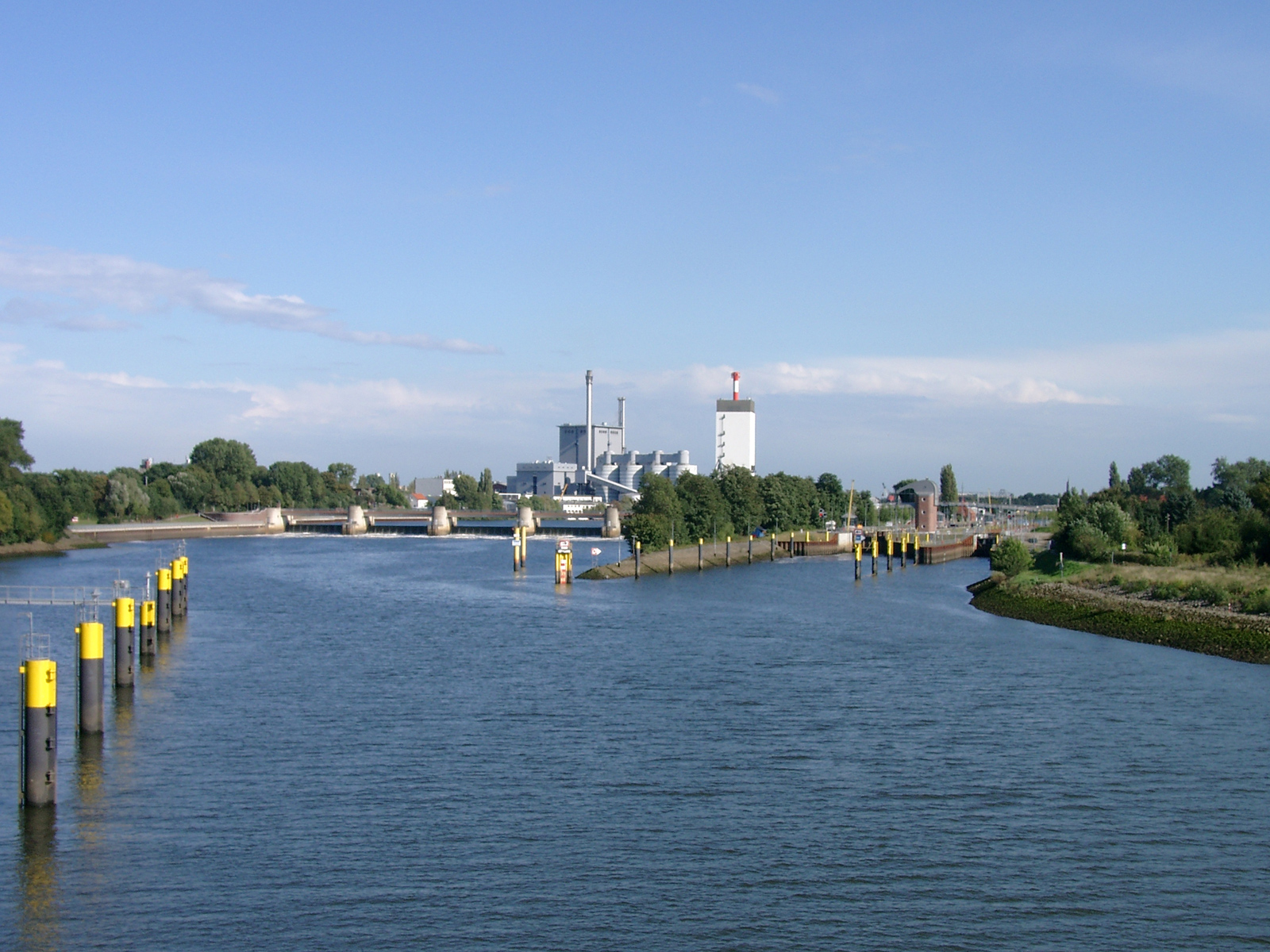
Weserwehr und Schleusen von der Karl-Carstens-Brücke (flussabwärts) aus gesehen

Die Weserschleusen wurden von 1995 bis 1999 gebaut. Sie ersetzen die bis dahin vorhandene alte Anlage, die den Anforderungen nicht mehr gerecht wurde sowie starke Schädigungen aufwies. Um den laufenden Betrieb nicht zu unterbrechen, wurde zunächst die Großschifffahrtschleuse im Unterkanal der alten kleinen Schleuse gebaut. Erst anschließend wurde die Kleinschifffahrtsschleuse gebaut, so dass für die Berufsschifffahrt auch während der Bauzeit der neuen Schleusenanlage immer eine Schleusenkammer zur Verfügung stand. Die neue Anlage wurde am 30. Juni 1999 in Betrieb genommen.
Über die Schleusenanlage führt eine Betriebsbrücke. Ihre lichte Durchfahrtshöhe, die über der Großschifffahrtsschleuse knapp zwei Meter höher als über der Kleinschifffahrtsschleuse ausgelegt ist, beträgt bei Normalstau im Oberwasser rund zehn Meter, bei höchstem Stauwasser (NN +5,6 Meter) 7,5 Meter (über der Großschifffahrtsschleuse) bzw. 5,7 Meter (über der Kleinschifffahrtsschleuse). Die Betriebsbrücke schließt an die Betriebsbrücke über das Weserwehr an und ermöglicht so ein Überqueren der gesamten Staustufe.
Groß- und Kleinschifffahrtsschleuse haben einen gemeinsamen Ober- und Unterkanal für die Zu- und Abfahrt. Die Einfahrtsbereiche sind durch Mittenleitwerke getrennt, um Wellenschlag bei der Einfahrt zu vermeiden und die Verkehre rechtzeitig zu separieren.

### Großschifffahrtsschleuse

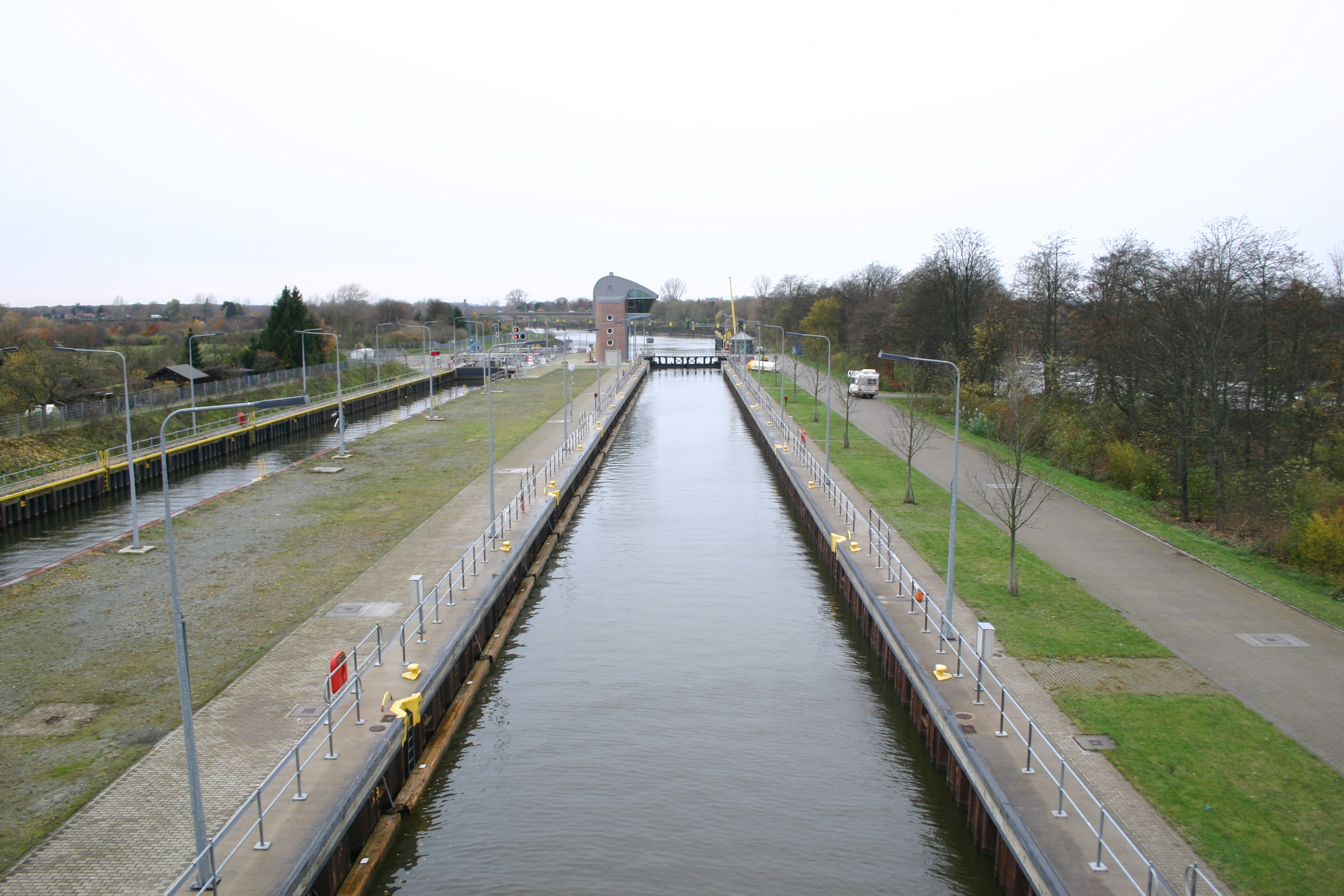
Blick auf die Kammer der Großschifffahrtsschleuse. Links die Kammer der Kleinschifffahrtsschleuse, im Hintergrund das Schleusenbetriebsgebäude

Das Obertor der Schleuse besteht aus einem Drehsegmenttor, das Untertor besteht aus einem Stemmtor. Zum Schutz der Tore befindet sich am Obertor innerhalb der Schleusenkammer ein Fangnetz, zum Oberwasser kann das Tor durch ein Seil geschützt werden. Ein entsprechender Stoßschutz in Form eines Seils befindet sich auch vor dem Untertor.
Für eine Schleusung werden bei Niedrigwasser im Unterwasser circa 20.000 m³ Wasser benötigt, die am Oberhaupt der Weser entnommen und am Unterhaupt der Weser wieder zugeführt werden. Bei der Bergschleusung erfolgt die Füllung der Schleuse über eine Füllmuschel, die in das Drehsegmenttor des Oberhauptes eingebaut ist. Dazu wird das Tor leicht abgesenkt und Wasser kann über die Füllmuschel in die Schleuse einströmen. Bei der Talschleusung erfolgt die Entleerung über seitliche Torumläufe am Unterhaupt. Um schädliche Strömungen zu vermeiden, befinden sich sog. Störkörper unterhalb der Schleusentore, die für eine Energieumwandlung des ein- bzw. ausströmenden Wassers sorgen.

#### Abmessungen
Die Kammer der Großschifffahrtsschleuse ist 225 Meter lang und circa 12,5 Meter breit. Es können somit zwei Binnenschiffe mit je 110 Meter Länge zeitgleich geschleust werden.
Der Drempel am Oberhaupt liegt auf NN ±0,00 Meter. Bei Normalstau (NN +4,50 Meter) beträgt die Wassertiefe somit 4,50 Meter. Der Drempel am Unterhaupt liegt auf NN −6,00 Meter. Bei mittlerem Tideniedrigwasser (MTnw) beträgt die Wassertiefe circa 4,60 Meter.

### Kleinschifffahrtsschleuse

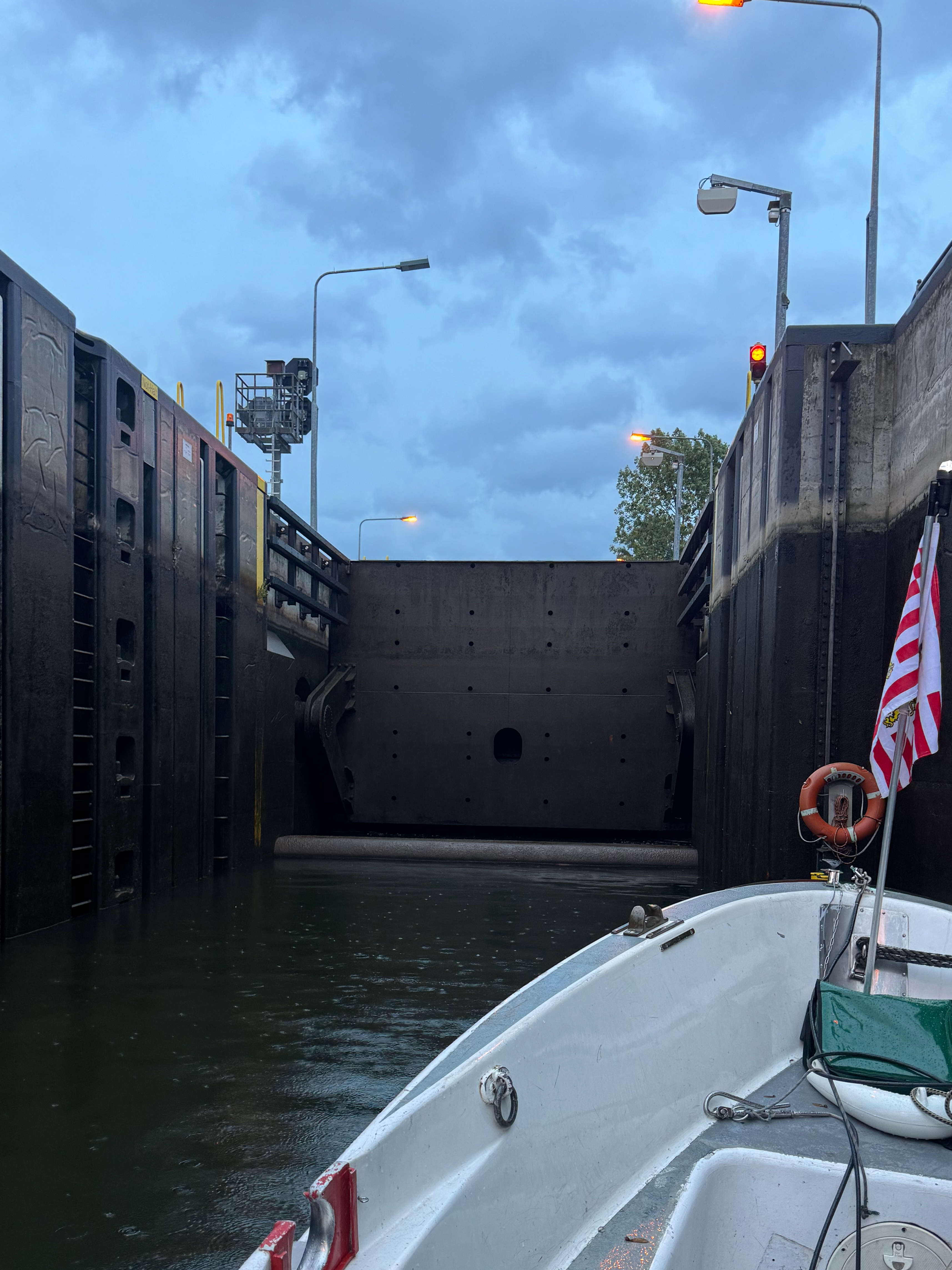
Schleusenkammer der Sportbootschleuse

Neben der Großschifffahrtsschleuse verfügt die Schleusenanlage auch über eine Kleinschifffahrtsschleuse, diese ist für die Klein- und Sportschifffahrt vorgesehen, sie funktioniert automatisch und wird vom Nutzer selbst bedient, dazu befinden sich Bedienstationen in der Schleuse sowie im unteren und oberen Vorhafen.
Das Obertor der Schleuse besteht wie bei der Großschifffahrtsschleuse aus einem Drehsegmenttor, das Untertor besteht aus einem Schlagtor. Bei der Bergschleusung erfolgt die Füllung der Schleuse wie bei der Großschifffahrtsschleuse über eine Füllmuschel. Bei der Talschleusung wird die Schleusenkammer über Schützöffnungen im Schlagtor entleert. Störkörper sorgen auch bei der Kleinschifffahrtsschleuse dafür, dass keine schädlichen Strömungen auftreten.
Im Ober- und Unterwasser ist je ein Ausstieg über Rampen vorhanden, so dass Boote auch umgetragen werden können, dies erlaubt insbesondere Paddlern ein rasches Passieren der Anlage, da ein Umtragen schneller als das Schleusen geht, auf dem Schleusengelände werden außerdem Bootswagen für den Transport vorgehalten.

#### Abmessungen
Die gesamte Schleusenanlage ist 58 Meter lang, die Kammer ist auf einer Länge von 25 Metern nutzbar, die (nutzbare) Breite der Kammer beträgt 6,5 Meter.
Die Schleusenkammer hat eine durchschnittliche Höhe von 10,5 Metern. Die Wassertiefe am Oberhaupt beträgt bei Normalstau 3,5 Meter, am Unterhaupt ist bei mittlerem Tideniedrigwasser (MTnw) noch eine Wassertiefe von circa 2,6 Metern vorhanden.

## Baukosten
Der Neubau des Weserwehrs und der Schleusenanlage kostete insgesamt 147,7 Millionen Euro.
Davon entfielen auf
- die Wehranlage: 70,2 Millionen Euro
- die Schleusenanlage: 69,9 Millionen Euro
- den Fischpass: 3,2 Millionen Euro
- sonstige Maßnahmen: 4,4 Millionen Euro

Finanziert wurde der Neubau vom Bundesministerium für Verkehr, Bau und Stadtentwicklung (BMVBS). Die Wehranlage wurde zum Teil von der Freien Hansestadt Bremen mitfinanziert.

## Weserkraftwerke

### Altkraftwerk (bis 1987)
Das alte Weserwehr verfügte über ein zeitgleich in Betrieb genommenes Wasserkraftwerk, das die damaligen Stadtwerke Bremen betrieben. Es lag zwischen dem eigentlichen Wehr, einer kleinen künstlichen Insel im Fluss und der Schleusenanlage. Als Laufwasserkraftwerk war es mit elf vertikal angeordneten Francis-Turbinen ausgerüstet, verfügte über eine installierte Leistung von acht Megawatt und war für einen Durchfluss von 301 m³/s ausgelegt. Am 4. Mai 1987, um 12 Uhr, wurde es abgeschaltet.

### Neubau (ab 2008)
Bei der Planung des neuen Weserwehrs wurden auch Überlegungen zum Neubau eines Wasserkraftwerkes angestellt, diese Idee wurde 1999 seitens der damaligen Stadtwerke Bremen zunächst aus wirtschaftlichen Gründen aufgegeben. Das Wehr war bereits mit einem so genannten sechsten Wehrfeld auf die Integration einer Wasserkraftanlage ausgerichtet worden. 2001 gab es den Anstoß für eine privatrechtliche Lösung. Im Mai 2008 begannen nach über siebenjähriger Planungszeit die Bauarbeiten für ein neues Kraftwerk. Mit der Einweihung am 30. November 2011 begann der Probebetrieb, seit dem 1. März 2012 läuft es regulär. Anders als sein Vorgänger befindet es sich nicht zwischen Wehrkörper und Schleuse, sondern ist als Ausleitungskraftwerk angelegt.